# 대한민국의 천연기념물 (제1호 ~ 제100호)
다음은 대한민국 천연기념물의 목록이다. 취소선이 쳐져 있는 것은 천연기념물에서 해제된 것이다.
천연기념물은 동물·식물·지질·광물과 천연보호지역으로 구분된다. 천연기념물로 지정할 수 있는 자연물은 한국 특유의 이름있는 서식지 및 생장지·석회암지대·사구·동굴·건조지·습지·하천·온천·호수·도서, 학술적인 가치가 큰 나무, 원시림, 고산식물지대, 중요한 화석 표본 등이다. 천연보호지역은 보호해야 할 천연기념물이 풍부한 일정 규역을 설정한다. 전라남도 홍도, 강원도 설악산, 제주도 한라산, 그 밖에 대암산·대우산·향로봉 등이 천연보호구역이다
1933년 천연기념물 제도가 시행된 후 총 155가지가 지정되었고, 이를 1962년 재정비하는 과정에서 많은 수가 해제되었다. 2008년 천연기념물 명칭 기준이 바뀌어서 각 천연기념물의 공식 명칭이 크게 변했다.

## 지정 목록

### 제1호 ~ 제100호
| 번호  | 사진                                         | 명칭 | 소재지                                         | 관리자 (단체)                             | 지정일                                                                      | 참조 |
| 1호   |                                              | 대구 도동 측백나무 숲 (大邱 道洞 측백나무 숲) (Forest of Oriental Arborvitae in Do-dong, Daegu)                                                                                                | 대구 동구                                      | 대구시 동구청장                           | 1962년 12월 3일 지정                                                        |      |
| 2호   |                                              | 합천백조도래지 (합천백조도래지) | 경남 합천군 용주면 평산리                      | 합천군                                    | 1962년 12월 3일 지정, 1973년 7월 19일 해제, 보존가치 상실                   |      |
| 3호   |                                              | 맹산의만주흑송수림 (맹산의만주흑송수림) | 기타 전국                                      | .                                         | 1962년 12월 3일 지정, 1962년 12월 3일 해제, 미수복(북한지역소재)            |      |
| 4호   |                                              | 서울통의동의백송 (서울통의동의백송) | 서울 종로구                                    | 서울특별시                                | 1962년 12월 3일 지정, 1993년 3월 23일 해제, 태풍 피해로 가지 찢어져 고사함. |      |
| 5호   |                                              | 서울내자동의백송 (서울내자동의백송) | 서울 종로구                                    | 조강식                                    | 1962년 12월 3일 지정, 1965년 10월 12일 해제, 보존가치를 상실함.             |      |
| 6호   |                                              | 서울원효로의백송 (서울元曉路의白松) | 서울 용산구                                    | 서울시                                    | 1962년 12월 3일 지정, 2003년 7월 4일 해제, 천연기념물로의 가치를 상실함     |      |
| 7호   |                                              | 서울회현동의백송 (서울회현동의백송) | 서울 중구                                      | .                                         | 1962년 12월 3일 지정, 2003년 7월 4일 해제, 가치상실로 재지정 안함.          |      |
| 8호   |                                              | 서울 재동 백송 (서울 齋洞 白松) (Lacebark Pine of Jae-dong, Seoul) | 서울 종로구 제동 35                            | 헌법재판소 (종로구청)                     | 1962년 12월 3일 지정                                                        |      |
| 9호   |                                              | 서울 조계사 백송 (서울 曹溪寺 백송) (Lacebark Pine of Jogyesa Temple, Seoul) | 서울 종로구                                    | 종로구                                    | 1962년 12월 3일 지정                                                        |      |
| 10호  |                                              | 연희동의수지적송 (연희동의수지적송) | 서울 서대문구                                  | .                                         | 1962년 12월 3일 지정, 1962년 12월 3일 가치상실로 재지정 안함                |      |
| 11호  |                                              | 광릉 크낙새 서식지 (光陵 크낙새 棲息地) (Habitat of White-bellied Woodpeckers near Gwangneung Royal Tomb)                                                                                      | 경기 남양주시                                  | 경기 남양주시                             | 1962년 12월 3일 지정                                                        |      |
| 12호  |                                              | 진천진나학도래군서지 (진천진나학도래군서지) | 충북 진천군                                    | .                                         | 1962년 12월 3일 지정, 1962년 12월 3일 해제, 가치상실로 재지정 안함          |      |
| 13호  |                                              | 진천 노원리 왜가리 번식지 (鎭川 老院里 왜가리 繁殖地) (Breeding Ground of Grey Herons in Nowon-ri, Jincheon)                                                                                   | 충북 진천군                                    | 충북 진천군                               | 1962년 12월 3일 지정                                                        |      |
| 14호  |                                              | 진천의미선나무자생지 (진천의미선나무자생지) | 충북 진천군                                    | 진천군수                                  | 1962년 12월 3일 지정, 1969년 9월 8일 해제                                   |      |
| 15호  |                                              | 창녕백조도래지 (창녕백조도래지) | 경남 창녕군                                    | 문교부                                    | 1962년 12월 3일 지정, 1965년 10월 25일 해제 천연기념물 제524호로 재지정     |      |
| 16호  |                                              | 밀양의백송 (밀양의백송) | 경남 밀양시                                    | .                                         | 1962년 12월 3일 지정, 1973년 8월 14일 해제, 보존가치를 상실함.              |      |
| 17호  |                                              | 당진학도래지 (당진학도래지) | 충남 당진시                                    | .                                         | 1962년 12월 3일 지정, 1973년 8월 14일 해제, 보존가치를 상실함.              |      |
| 18호  |                                              | 제주 삼도 파초일엽 자생지 (濟州 森島 파초일엽 自生地) (Natural Habitat of Spleenworts on Samdo Island, Jeju)                                                                                   | 제주 서귀포시                                  | 제주특별자치도지사                        | 1962년 12월 3일 지정                                                        |      |
| 19호  |                                              | 제주 토끼섬 문주란 자생지 (濟州 토끼섬 문주란 自生地) (Natural Habitat of Poison Bulbs on Tokkiseom Island, Jeju)                                                                              | 제주 제주시                                    | 제주특별자치도지사                        | 1962년 12월 3일 지정                                                        |      |
| 20호  |                                              | 해주학도래지 (해주학도래지) | 기타 전국                                      | .                                         | 1962년 12월 3일 지정, 1962년 12월 3일 해제, 미수복지역 지정해제             |      |
| 21호  |                                              | 연안학(황새)도래지 (연안학(황새)도래지) | 기타 전국                                      | .                                         | 1962년 12월 3일 지정, 1962년 12월 3일 해제, 미수복지역 지정해제             |      |
| 22호  |                                              | 연안학도래지 (연안학도래지) | 기타 전국                                      | .                                         | 1962년 12월 3일 지정, 1962년 12월 3일 해제, 미수복지역 지정해제             |      |
| 23호  |                                              | 백천학도래지 (백천학도래지) | 기타 전국                                      | .                                         | 1962년 12월 3일 지정, 1962년 12월 3일 해제, 미수복지역 지정해제             |      |
| 24호  |                                              | 옹진학도래지 (옹진학도래지) | 기타 전국                                      | .                                         | 1962년 12월 3일 지정, 1962년 12월 3일 해제, 미수복지역 지정해제             |      |
| 25호  |                                              | 선천랍도고양이갈매기,쇠백로,흰수염바다오리번식지 (선천랍도고양이갈매기,쇠백로,흰수염바다오리번식지)                                                                                            | 기타 전국                                      | .                                         | 1962년 12월 3일 지정, 1962년 12월 3일 해제, 미수복지역 지정해제             |      |
| 26호  |                                              | 동관홍적기동물화석층 (동관홍적기동물화석층) | 기타 전국                                      | .                                         | 1962년 12월 3일 지정, 1962년 12월 3일 해제, 미수복지역 지정해제             |      |
| 27호  |                                              | 제주 무태장어 서식지 (濟州 무태장어 棲息地) (Habitat of Giant Mottled Eels near Jeju) | 제주 서귀포시                                  | 제주특별자치도                            | 1962년 12월 3일 지정                                                        |      |
| 28호  |                                              | 완도 주도 상록수림 (莞島 珠島 常綠樹林) (Evergreen Forest on Judo Island, Wando) | 전남 완도군                                    | 완도군수                                  | 1962년 12월 3일 지정                                                        |      |
| 29호  |                                              | 남해 미조리 상록수림 (南海 彌助里 常綠樹林) (Evergreen Forest of Mijo-ri, Namhae) | 경남 남해군                                    | 남해군수                                  | 1962년 12월 3일 지정                                                        |      |
| 30호  |                                              | 양평 용문사 은행나무 (楊平 龍門寺 은행나무) (Ginkgo Tree of Yongmunsa Temple, Yangpyeong) | 경기 양평군                                    | 양평군수                                  | 1962년 12월 3일 지정                                                        |      |
| 31호  |                                              | 대강면의은행나무 (대강면의은행나무) | 경기 경기전역                                  | .                                         | 1962년 12월 3일 지정, 1962년 12월 3일 해제, 미수복지역 지정해제             |      |
| 32호  |                                              | 화산의소나무갈졸참나무포합수 (화산의소나무갈졸참나무포합수) | 경기 화성시                                    | .                                         | 1962년 12월 3일 지정, 1962년 12월 3일 해제, 가치상실로 재지정 안함.         |      |
| 33호  |                                              | 금성면의느티나무 (금성면의느티나무) | 전남 담양군                                    | 담양군                                    | 1962년 12월 3일 지정, 1962년 12월 3일 해제, 가치상실로 재지정 안함.         |      |
| 34호  |                                              | 옥룡면의팽나무 (옥룡면의팽나무) | 전남 광양시                                    | .                                         | 1962년 12월 3일 지정, 1962년 12월 3일 해제, 가치상실로 재지정 안함.         |      |
| 35호  |                                              | 강진 사당리 푸조나무 (康津 沙堂里 푸조나무) (Muku Tree of Sadang-ri, Gangjin) | 전남 강진군                                    | 강진군수                                  | 1962년 12월 3일 지정                                                        |      |
| 36호  |                                              | 순천 평중리 이팝나무 (順天 平中里 이팝나무) (Retusa Fringe Tree of Pyeongjung-ri, Suncheon) | 전남 순천시                                    | 순천시장                                  | 1962년 12월 3일 지정                                                        |      |
| 37호  |                                              | 진례면의이팝나무 (진례면의이팝나무) | 경남 김해시                                    | .                                         | 1962년 12월 3일 지정, 1962년 12월 3일 해제, 가치상실로 재지정 안함.         |      |
| 38호  |                                              | 구례 화엄사 올벚나무 (求禮 華嚴寺 올벚나무) (Higan Cherry of Hwaeomsa Temple, Gurye) | 전남 구례군                                    | 구례군수                                  | 1962년 12월 3일 지정                                                        |      |
| 39호  |                                              | 강진 삼인리 비자나무 (康津 三仁里 비자나무) (Japanese Torreya of Samin-ri, Gangjin) | 전남 강진군                                    | 강진군수                                  | 1962년 12월 3일 지정                                                        |      |
| 40호  |                                              | 완도 예송리 상록수림 (莞島 禮松里 常綠樹林) (Evergreen Forest of Yesong-ri, Wando) | 전남 완도군                                    | 완도군수                                  | 1962년 12월 3일 지정                                                        |      |
| 41호  |                                              | 중문면의녹나무 (중문면의녹나무) | 제주 남제주군                                  | 남제주군                                  | 1962년 12월 3일 지정, 1967년 11월 1일 해제 보존가치를 상실함.               |      |
| 42호  |                                              | 평양목단대의화석입목 (평양목단대의화석입목) | 기타 전국                                      | .                                         | 1962년 12월 3일 지정, 1962년 12월 3일 해제, 미수복(북한지역소재)            |      |
| 43호  |                                              | 평양남산리의화석림 (평양남산리의화석림) | 기타 전국                                      | .                                         | 1962년 12월 3일 지정, 1962년 12월 3일 해제, 미수복(북한지역소재)            |      |
| 44호  |                                              | 송광사의이팝나무 (송광사의이팝나무) | 전남 순천시                                    | .                                         | 1962년 12월 3일 지정, 1971년 7월 26일 해제, 보존가치를 상실함.              |      |
| 45호  |                                              | 죽청리의동백나무 (죽청리의동백나무) | 전남 완도군                                    | 완도군                                    | 1962년 12월 3일 지정, 1965년 10월 12일 해제, 보존가치를 상실함.             |      |
| 46호  |                                              | 대문리의팽나무 (대문리의팽나무) | 전남 완도군                                    | 완도군                                    | 1962년 12월 3일 지정, 1965년 10월 12일 해제, 보존가치를 상실함.             |      |
| 47호  |                                              | 석문동의오동나무 (석문동의오동나무) | 경북 울릉군                                    | 울릉군수                                  | 1962년 12월 3일 지정, 1967년 11월 1일 해제, 보존가치를 상실함.              |      |
| 48호  |                                              | 울릉 통구미 향나무 자생지 (鬱陵 通九味 향나무 自生地) (Natural Habitat of Chinese Junipers in Tonggumi, Ulleung)                                                                               | 경북 울릉군                                    | 울릉군수                                  | 1962년 12월 3일 지정                                                        |      |
| 49호  |                                              | 울릉 대풍감 향나무 자생지 (鬱陵 待風坎 향나무 自生地) (Natural Habitat of Chinese Junipers in Daepunggam, Ulleung)                                                                             | 경북 울릉군                                    | 울릉군수                                  | 1962년 12월 3일 지정                                                        |      |
| 50호  |                                              | 울릉 태하동 솔송나무·섬잣나무·너도밤나무군락 (鬱陵 台霞洞 솔송나무·섬잣나무·너도밤나무群落) (Population of Siebold Hemlocks, Japanese White Pines, and Engler’s Beeches in Taehadong, Ulleung) | 경북 울릉군                                    | 울릉군수                                  | 1962년 12월 3일 지정                                                        |      |
| 51호  |                                              | 울릉 도동 섬개야광나무와 섬댕강나무군락 (鬱陵 道洞 섬개야광나무와 섬댕강나무群落) (Population of Cotoneaster and Insular Abelia in Dodong, Ulleung)                                            | 경북 울릉군                                    | 울릉군수                                  | 1962년 12월 3일 지정                                                        |      |
| 52호  |                                              | 울릉 나리동 울릉국화와 섬백리향군락 (鬱陵 羅里洞 울릉국화와 섬백리향群落) (Population of Ulleung Gukhwa and Thymes in Naridong, Ulleung)                                                       | 경북 울릉군                                    | 울릉군수                                  | 1962년 12월 3일 지정                                                        |      |
| 53호  |                                              | 진도의 진도개 (珍島의 珍島犬) (Jindo Dog of Jindo Island) | 전남 진도군                                    | 진도군                                    | 1962년 12월 3일 지정                                                        |      |
| 54호  |                                              | 해남학도래지 (해남학도래지) | 전남 해남군                                    | .                                         | 1962년 12월 3일 지정, 1962년 12월 3일 해제, 보존가치를 상실함.              |      |
| 55호  |                                              | 해남학번식지 (해남학번식지) | 기타 전국                                      | .                                         | 1962년 12월 3일 지정, 1962년 12월 3일 해제, 미수복(북한지역소재)            |      |
| 56호  |                                              | 웅기앞바다난도의바다쇠오리,고양이갈매기,흰눈짜위바다오리,흰수염바다오리등서식지 (웅기앞바다난도의바다쇠오리,고양이갈매기,흰눈짜위바다오리,흰수염바다오리등서식지)                              | 기타 전국                                      | .                                         | 1962년 12월 3일 지정, 1962년 12월 3일 해제, 미수복(북한지역소재)            |      |
| 57호  |                                              | 진천보의담비(잘)서식지 (진천보의담비(잘)서식지) | 기타 전국함남 갑산군 보천면 함남 갑산군 보천면 | .                                         | 1962년 12월 3일 지정, 1962년 12월 3일 해제, 미수복(북한지역소재)            |      |
| 58호  |                                              | 어의궁의은행나무 (於義宮의은행나무) | 서울 종로구 효자동 22-3번지                    | 서울시                                    | 1962년 12월 3일 지정, 1972년 5월 24일 해제, 보존가치를 상실함.              |      |
| 59호  |                                              | 서울 문묘 은행나무 (서울 文廟 은행나무) (Ginkgo Tree of Munmyo Confucian Shrine, Seoul) | 서울 종로구 명륜3가 53번지                     | 국(문화재청장), 서울시                    | 1962년 12월 3일 지정                                                        |      |
| 60호  | 고양 송포 백송                               | 고양 송포 백송 (高陽 松浦 백송) (Lacebark Pine of Songpo, Goyang) | 경기 고양시 일산서구 덕이동 1000-8             | 탐진최씨정민공파명오조후손종친회,고양시장 | 1962년 12월 7일 지정                                                        |      |
| 61호  |                                              | 진천의측백수림 (진천의측백수림) | 충북 진천군                                    | 진천군수                                  | 1962년 12월 3일 지정, 1962년 12월 3일 해제, 가치상실로 재지정 안함.         |      |
| 62호  |                                              | 단양 영천리 측백나무 숲 (丹陽 令泉里 측백나무 숲) (Forest of Oriental Arborvitae in Yeongcheon-ri, Danyang)                                                                                    | 충북 단양군 매포읍 영천리 산38번지             | 단양군수 외 (단양군)                      | 1962년 12월 3일 지정                                                        |      |
| 63호  |                                              | 통영 비진도 팔손이나무 자생지 (統營 比珍島 팔손이나무 自生地) (Natural Habitat of Formosa Rice Trees on Bijindo Island, Tongyeong)                                                             | 경남 통영시                                    | 통영시장                                  | 1962년 12월 3일 지정                                                        |      |
| 64호  |                                              | 울주 구량리 은행나무 (蔚州 九良里 銀杏나무) (Ginkgo Tree of Guryang-ri, Ulju) | 울산 울주군 두서면 구량리 860번지              | 울주군                                    | 1962년 12월 3일 지정                                                        |      |
| 65호  |                                              | 울주 목도 상록수림 (蔚州 目島 常綠樹林) (Evergreen Forest on Mokdo Island, Ulju) | 울산 울주군                                    | 울산 울주군수                             | 1962년 12월 3일 지정                                                        |      |
| 66호  |                                              | 옹진 대청도 동백나무 자생북한지 (甕津 大靑島 동백나무 自生北限地) (Northernmost Population of Common Camellias on Daecheongdo Island, Ongjin)                                                  | 인천 옹진군                                    | 인천 옹진군수                             | 1962년 12월 3일 지정                                                        |      |
| 67호  |                                              | 용평면의가침박달군락 (용평면의가침박달군락) | 기타 전국                                      | .                                         | 1962년 12월 3일 지정, 1962년 12월 3일 해제, 미수복(북한지역소재)            |      |
| 68호  |                                              | 선남리의음나무 (선남리의음나무) | 기타 전국                                      | .                                         | 1962년 12월 3일 지정, 해제일자 미상(미수복지역)                             |      |
| 69호  |                                              | 상주 운평리 구상화강암 (尙州 云坪里 球狀花崗岩) (Orbicular Granite in Unpyeong-ri, Sangju) | 경북 상주시                                    | 경북 상주시장                             | 1962년 12월 3일 지정                                                        |      |
| 70호  |                                              | 금란굴 (금란굴) | 강원 강원전역                                  | .                                         | 1962년 12월 3일 지정, 해제일자 미상(미수복지역)                             |      |
| 71호  |                                              | 백천의학및백로번식지 (백천의학및백로번식지) | 기타 전국                                      | .                                         | 1962년 12월 3일 지정, 해제일자 미상(미수복지역)                             |      |
| 72호  |                                              | 안동도산면의오관번식지 (안동도산면의오관번식지) | 경북 안동시                                    | .                                         | 1962년 12월 3일 지정, 1973년 8월 14일 해제                                  |      |
| 73호  |                                              | 정선 정암사 열목어 서식지 (旌善 淨岩寺 熱目魚 棲息地) (Habitat of Manchurian Trouts near Jeongamsa Temple, Jeongseon)                                                                          | 강원 정선군                                    | 강원 정선군                               | 1962년 12월 3일 지정                                                        |      |
| 74호  |                                              | 봉화 대현리 열목어 서식지 (奉化 大峴里 熱目魚 棲息地) (Habitat of Manchurian Trouts in Daehyeon-ri, Bonghwa)                                                                                   | 경북 봉화군                                    | 경북 봉화군                               | 1962년 12월 3일 지정                                                        |      |
| 75호  |                                              | 춘천의장수하늘소발생지 (춘천의장수하늘소발생지) | 강원 춘천시                                    | .                                         | 1962년 12월 3일 지정, 1973년 8월 14일 해제                                  |      |
| 76호  |                                              | 영월 하송리 은행나무 (寧越 下松里 은행나무) (Ginkgo Tree of Hasong-ri, Yeongwol) | 강원 영월군                                    | 강원 영월군수                             | 1962년 12월 3일 지정                                                        |      |
| 77호  |                                              | 잠실리의뽕나무 (잠실리의뽕나무) | 경기 시흥시                                    | .                                         | 1962년 12월 3일 지정, 1962년 12월 3일 해제, 서울 기념물 1호로 재지정        |      |
| 78호  |                                              | 강화 갑곶리 탱자나무 (江華 甲串里 탱자나무) (Trifoliate Orange of Gapgot-ri, Ganghwa) | 인천 강화군                                    | 인천 강화군수                             | 1962년 12월 3일 지정                                                        |      |
| 79호  |                                              | 강화 사기리 탱자나무 (江華 砂器里 탱자나무) (Trifoliate Orange of Sagi-ri, Ganghwa) | 인천 강화군                                    | 인천 강화군수                             | 1962년 12월 3일 지정                                                        |      |
| 80호  |                                              | 장성면의 왕버들 (장성면의 왕버들) | 전남 장성군                                    | 장성군                                    | 1962년 12월 3일 지정, 1986년 10월 15일 해제                                 |      |
| 81호  |                                              | 개성리의백송 (개성리의백송) | 경기 경기전역                                  | .                                         | 1962년 12월 3일 지정, 해제일자 미상(미수복지역)                             |      |
| 82호  |                                              | 무안 청천리 팽나무와 개서어나무 숲 (務安 淸川里 팽나무와 개서어나무 숲) (Forest of Japanese Hackberries and Yeddo Hornbeams in Cheongcheon-ri, Muan)                                           | 전남 무안군                                    | 무안군                                    | 1962년 12월 3일 지정                                                        |      |
| 83호  |                                              | 무안사마리의동백나무 (무안사마리의동백나무) | 전남 무안군                                    | .                                         | 1962년 12월 3일 지정, 1967년 11월 1일 해제                                  |      |
| 84호  |                                              | 금산 요광리 은행나무 (錦山 要光里 銀杏나무) (Ginkgo Tree of Yogwang-ri, Geumsan) | 충남 금산군 추부면 요광리 329-8번지            | 금산군                                    | 1962년 12월 7일 지정                                                        |      |
| 85호  |                                              | 진안월평리의상수리나무,소나무포합수 (진안월평리의상수리나무,소나무포합수) | 전북 진안군                                    | .                                         | 1962년 12월 3일 지정, 해제일자 미상                                         |      |
| 86호  |                                              | 진안의줄사철나무자생북한지대 (진안의줄사철나무자생북한지대) | 전북 진안군                                    | .                                         | 1962년 12월 3일 지정, 해제일자 미상                                         |      |
| 87호  |                                              | 금구의송악자생북한지대 (금구의송악자생북한지대) | 전북 김제시                                    | .                                         | 1962년 12월 3일 지정, 1975년 6월 12일 해제                                  |      |
| 88호  | 파일:순천 송광사 천자암 쌍향수(곱향나무).jpg | 순천 송광사 천자암 쌍향수(곱향나무) (順天 松廣寺 天子庵 雙香樹(곱향나무)) (Pair of Chinese Junipers at Cheonjaam Hermitage of Songgwangsa Temple, Suncheon)                                    | 전남 순천시                                    | 순천시장                                  | 1962년 12월 3일 지정                                                        |      |
| 89호  |                                              | 경주 오류리 등나무 (慶州 五柳里 등나무) (Wisteria of Oryu-ri, Gyeongju) | 경북 경주시                                    | 경주시장                                  | 1962년 12월 3일 지정                                                        |      |
| 90호  |                                              | 벌교의 은행나무 (筏橋의 은행나무) | 전남 보성군                                    | 보성군                                    | 1962년 12월 3일 지정, 1993년 4월 16일 해제                                  |      |
| 91호  |                                              | 내장산 굴거리나무군락 (內藏山 굴거리나무群落) (Population of Macropodous Daphniphyllum in Naejangsan Mountain)                                                                                 | 전북 정읍시                                    | 정읍시장                                  | 1962년 12월 3일 지정                                                        |      |
| 92호  |                                              | 원성성남리의수림지 (원성성남리의수림지) | 강원 원주시                                    | 원주시장                                  | 1962년 12월 3일 지정, 1973년 8월 14일 해제                                  |      |
| 93호  |                                              | 원성 성남리 성황림 (原城 城南里 城隍林) (Tutelary Forest of Seongnam-ri, Wonseong) | 강원 원주시                                    | 원주시장                                  | 1962년 12월 3일 지정                                                        |      |
| 94호  |                                              | 삼척의회화나무 (삼척의회화나무) | 강원 삼척시                                    | 삼척시장                                  | 1962년 12월 3일 지정, 해제일자 미상                                         |      |
| 95호  |                                              | 삼척 도계리 긴잎느티나무 (三陟 道溪里 긴잎느티나무) (Long-leaf Zelkova of Dogye-ri, Samcheok)                                                                                                  | 강원 삼척시                                    | 삼척시장                                  | 1962년 12월 3일 지정                                                        |      |
| 96호  |                                              | 울진 수산리 굴참나무 (蔚珍 守山里 굴참나무) (Cork Oak of Susan-ri, Uljin) | 경북 울진군                                    | 울진군수                                  | 1962년 12월 3일 지정                                                        |      |
| 97호  |                                              | 주문진교항리의밤나무 (주문진교항리의밤나무) | 강원 강릉시                                    | 강릉시장                                  | 1962년 12월 3일 지정, 1991년 11월 27일 해제                                 |      |
| 98호  |                                              | 제주 김녕굴과 만장굴 (濟州 金寧窟과 萬丈窟) (Gimnyeonggul and Manjanggul Lava Tubes, Jeju) | 제주 제주시 구좌읍 만장굴길 182                | 제주특별자치도지사                        | 1962년 12월 3일 지정                                                        |      |
| 99호  |                                              | 예산학번식지 (예산학번식지) | 충남 예산군                                    | .                                         | 1962년 12월 3일 지정, 1965년 10월 12일 해제                                 |      |
| 100호 |                                              | 서산학도래지 (서산학도래지) | 충남 서산시                                    | .                                         | 1962년 12월 3일 지정, 1973년 8월 14일 해제                                  |      |

## 같이 보기
- 대한민국의 문화재
- 대한민국의 국보
- 대한민국의 보물
- 대한민국의 사적
- 대한민국의 명승
- 대한민국의 국가무형문화재
- 대한민국의 중요민속문화재

## 참고 자료
- 이 문서에는 다음커뮤니케이션(현 카카오)에서 GFDL 또는 CC-SA 라이선스로 배포한 글로벌 세계대백과사전의 내용을 기초로 작성된 글이 포함되어 있습니다.
- 문화재청 - 문화재 검색